# Anthrenus angustefasciatus
Anthrenus angustefasciatus é uma espécie de insetos coleópteros polífagos pertencente à família Dermestidae.
A autoridade científica da espécie é Ganglbauer, tendo sido descrita no ano de 1904.
Trata-se de uma espécie presente no território português.